# St-Didier (Bruyères-le-Châtel)

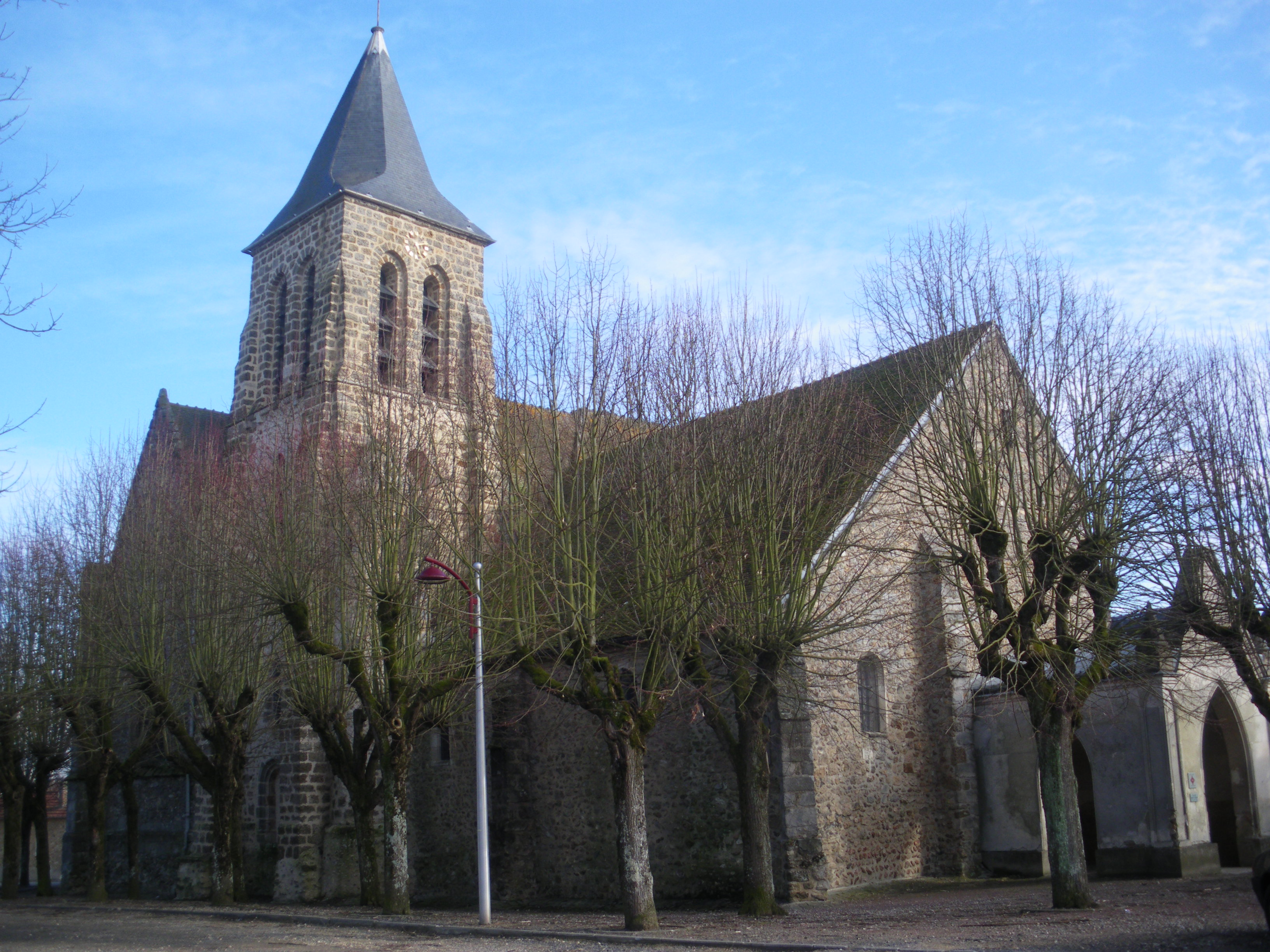
Kirche St-Julien-le-Pauvre in Bruyères-le-Châtel

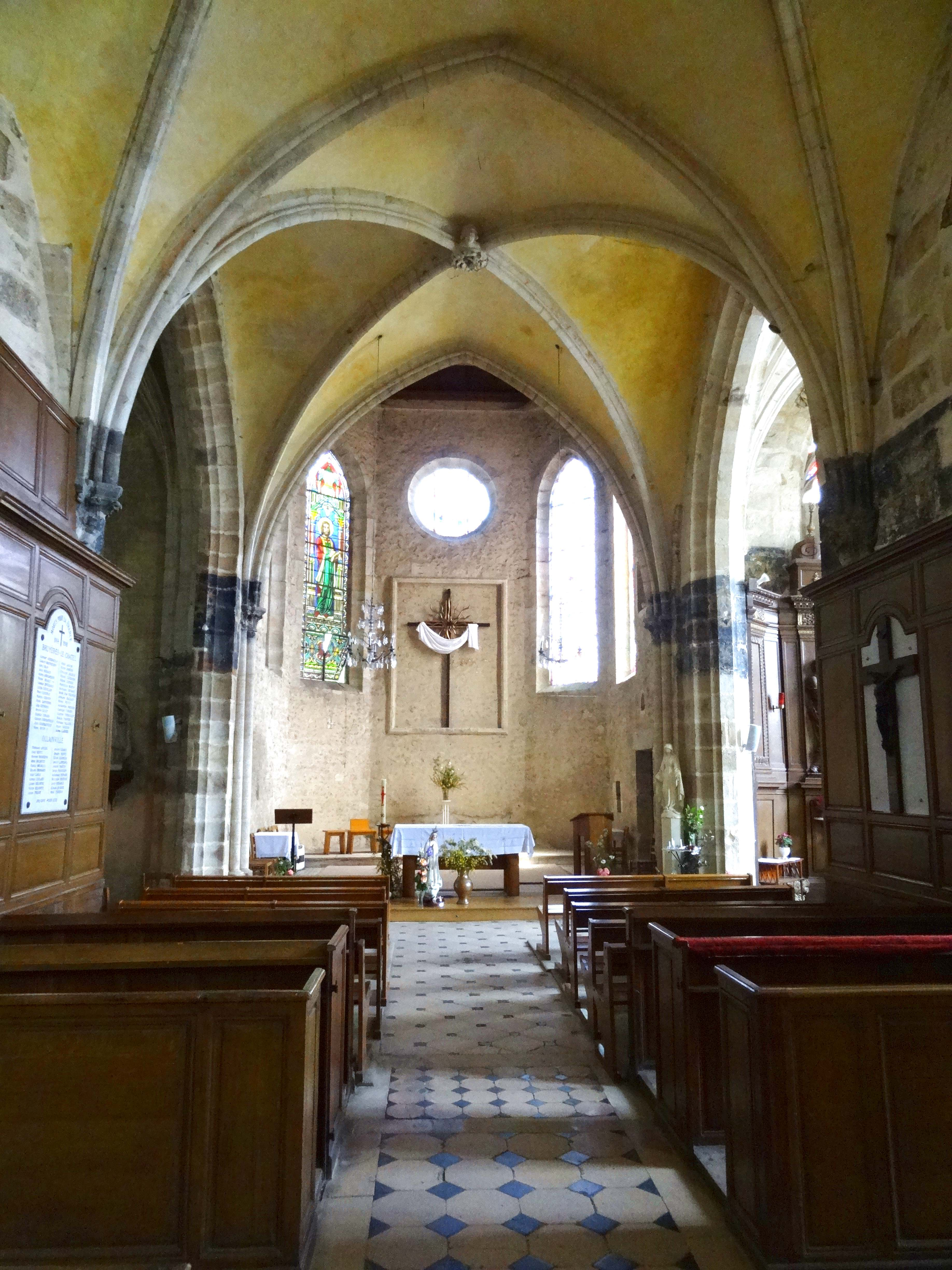
Innenansicht

Die katholische Kirche St-Didier in Bruyères-le-Châtel, einer französischen Gemeinde im Département Essonne in der Region Île-de-France, wurde ursprünglich im 10. Jahrhundert im Stil der Romanik errichtet. Die dem heiligen Desiderius von Langres geweihte Kirche ist seit 1931 als Monument historique auf der Liste der Baudenkmäler in Frankreich.

## Beschreibung
Die Kirche wird erstmals 1070 als Besitz des Klosters Saint-Florent in Saumur genannt. Vom 14. bis 16. Jahrhundert fanden größere Umbauarbeiten im Stil der Gotik statt. Der Turm an der Nordwestseite des Querhauses ist der älteste Teil des Gebäudes. Das Portal wurde 1852 neu errichtet. Das zweijochige Schiff wird von einem Kreuzrippengewölbe aus dem 14. Jahrhundert gedeckt. Teile der Fenster sind aus der gleichen Zeit. Der Chor mit einem Fünfachtelschluss wurde im 16. Jahrhundert vergrößert. Das Querhaus wird an beiden Enden mit Kapellen abgeschlossen.

## Ausstattung
Im dreigeschossigen Turm, der mit Schiefer gedeckt ist, befindet sich eine Glocke aus dem Jahr 1682.
Von der Ausstattung ist der hölzerne Altar und die Kanzel aus dem 18. Jahrhundert erwähnenswert.
In den Kapellen des Querhauses sind Bleiglasfenster aus dem 15. Jahrhundert erhalten, die Heilige darstellen.
Die Liegefiguren von Marguerite de Bruyères und Jacqueline de Biauvas sind Werke aus dem 15. Jahrhundert.